# Henry Cavendish, 2. vévoda z Newcastle
Henry Cavendish, 2. vévoda z Newcastle (Henry Cavendish, 2nd Duke of Newcastle, 2nd Marquess of Newcastle, 2nd Earl Ogle, 2nd Viscount Mansfield, 10th Baron Ogle, 2nd Baron Cavendish) (24. června 1630 – 26. červenec 1691) byl anglický šlechtic, dvořan a politik z rodu Cavendishů. Po anglické revoluci zastával vysoké posty u dvora Karla II., od roku 1676 byl jako vévoda z Newcastle členem Sněmovny lordů a získal Podvazkový řád. Přes zetě Johna Hollese přešel titul vévody z Newcastle později na spřízněný rod Pelhamů.

## Kariéra
Byl druhorozeným synem 1. vévody z Newcastle, získal soukromé vzdělání a od roku 1644 žil spolu s otcem a starším bratrem v exilu. V roce 1647 byl vyslán zpět do Anglie, aby se pokusil získat rodové statky zabavené parlamentem. Po obnovení monarchie zaujal přední pozice u dvora, i když s malým politickým vlivem. Stal se komořím Karla II. a správcem královského šatníku (Master of the Robes, 1660–1662), byl lordem–místodržitelem v hrabství Northumberland (1670–1688) a nejvyšším sudím v hrabstvích Derby a Nottingham. V letech 1661–1676 byl též členem Dolní sněmovny, pak po otci zdědil titul vévody z Newcastle a vstoupil do Sněmovny lordů (1676; do té doby jako otcův dědic vystupoval pod jménem hrabě z Ogle). V roce 1677 získal Podvazkový řád a v letech 1677–1689 byl královským sudím v severních hrabstvích. Podporoval Jakuba II. a v roce 1685 se stal členem Tajné rady, v roce 1688 byl jmenován lordem–místodržitelem v hrabství York, po slavné revoluci ztratil všechny úřady a zemřel krátce poté v soukromí na svých statcích.

## Manželství a potomstvo
V roce 1652 se oženil s Frances Pierrepont (1630–1695), neteří 1. markýze z Dorchesteru a švagrovou ministra hraběte z Halifaxu. Z jejich manželství pocházelo šest dětí. Jediný syn Henry Cavendish, hrabě z Ogle (1659–1680), se oženil s Elizabeth Percy (1666–1722), jednou z nejbohatších dědiček své doby. Henry však zemřel předčasně a bez potomstva, Elizabeth se později provdala za 6. vévodu ze Somersetu. Titul vévody z Newcastle přešel na spřízněný rod Holles, později na rod Pelhamů. Jako univerzální dědička majetku Cavendishů byla poslední vůlí 2. vévody z Newcastle určena dcera Margaret. S tím ale nesouhlasily její sestry Catherine a Arabella, což vedlo k soudnímu sporu. Ještě před vynesením rozsudku došlo také k souboji mezi Johnem Hollesem, který mezitím získal nový titul vévody z Newcastle, a jeho švagrem 6. hrabětem z Thanetu; v souboji byli oba zraněni.
- Elizabeth (1654–1734), 1. manžel 1679 Christopher Monk, 2. vévoda z Albemarle (1653–1688), guvernér na Jamajce, 2. manžel 1692 Ralph Montagu, 1. vévoda Montagu (1638–1709)

- Henry Cavendish, hrabě z Ogle (1659–1680)

- Frances (1660–1690), manžel John Campbell, 2. hrabě z Breadalbane (1662–1752)

- Margaret (1661–1716), manžel 1689 John Holles, 1. vévoda z Newcastle (1661–1711), lord strážce tajné pečeti

- Catherine (1665–1712), manžel 1684 Thomas Tufton, 6. hrabě z Thanetu (1644–1729)

- Arabella (1673–1698), manžel 1694 Charles Spencer, 3. hrabě ze Sunderlandu (1675–1722), první ministr 1718–1721